# 080808
『080808』（オヤオヤオヤ）は、2008年8月8日に米米CLUBの32枚目のシングル。発売元はSony Music Records。

## 概要
前作「つ・よ・が・り」から2ヶ月振りのシングル。シングルは1995年以来の「ソーリー曲」となった。本作は2008年の“米米の日”(8月8日)に発売。本作の発売が金曜日（通例では水曜日発売）なのは当日に合わせたため。品番と価格は本作表題と“米米の日”に肖り、SRCL-6888・888円。本作は再始動後に発表した8枚目のシングルとなり、米米らしい8ぞろいのシングルとなった。初回仕様として「080808」ステッカーが封入。

## 収録曲
全作詞・作曲・編曲：米米CLUB
1. 080808 (4:08)
2. Carl & James (4:45)